# يوريكو ميزوما
يوريكو ميزوما (水間 百合子) (22 يوليو 1970 في ياماغاتا في اليابان – )؛ هي لاعبة كرة قدم كانت تلعب كمهاجم. ولعبت مع منتخب اليابان لكرة القدم للسيدات.

## وصلات خارجية
- يوريكو ميزوما على موقع الاتحاد الدولي (مؤرشف)  (الإنجليزية)
- يوريكو ميزوما على موقع Soccerway.com (الإنجليزية)
- يوريكو ميزوما على موقع عالم كرة القدم.نت (الإنجليزية)